# TB特沃罗伊里
特沃罗伊里足球俱乐部（简称“TB”），通称TB特沃罗伊里，是法罗群岛的足球俱乐部，位于特沃罗伊里，该俱乐部创建于1892年，为法罗群岛历史最悠久的足球俱乐部，也是丹麥王國中历史最悠久的足球俱乐部之一。

## 球队荣誉
- 法羅群島足球超級聯賽冠军：7次
  - 1943, 1949, 1951, 1976, 1977, 1980, 1987
- 法羅群島盃：5次
  - 1956, 1958, 1960, 1961, 1977
- 法罗群岛足球甲级联赛：4次
  - 1948, 2001, 2004, 2014